# Rodney Rogers
Pour les articles homonymes, voir Rogers.
Rodney Ray Rogers (né le 20 juin 1971, à Durham, Caroline du Nord) est un joueur professionnel américain de basket-ball évoluant au poste d'ailier fort en National Basketball Association.

## Biographie
Rogers joua en NCAA pour les Demon Deacons de l'université de Wake Forest de 1990 à 1993. Il y était une star, gagnant le titre de meilleur joueur de la Conférence « Atlantic Coast » grâce à des moyennes de 21,2 points et 7,4 rebonds. Il fit partie de l'équipe universitaire qui fut la seule formation à battre la Dream Team, à La Jolla. Ses statistiques en dernière année furent : 19,3 points et 7,9 rebonds, qui lui valurent d'être choisi au 9e rang de la Draft 1993 de la NBA par les Denver Nuggets.
Rogers joua deux années pour Denver, passant son année rookie sur le banc avec l'équipe devenant la première de l'histoire classée 8e à battre, en playoffs, une équipe classée 1e, en l'occurrence les Seattle Sonics. Rogers vécut une année rookie mémorable car, le 8 février 1994 contre le Jazz de l'Utah, à la fin de la rencontre, il inscrivit trois tirs à 3-points en l'espace de neuf secondes pour ramener les Nuggets d'un score de 94-86 à celui de 95-94. Cependant Jeff Malone brisa le rêve de Rogers avec un tir à 12 secondes de la fin pour offrir au Jazz la victoire.
Rogers devint titulaire lors de sa seconde saison, notamment grâce aux blessures fréquentes de LaPhonso Ellis. Il fut toutefois transféré aux Los Angeles Clippers le 28 juin 1995 avec les droits du meneur Brent Barry contre les droits de l'ailier-fort Antonio McDyess et du meneur Randy Woods. Il passera quatre années avec les Clippers, pour lesquels il devint un joueur-clé.
En 1999, son rôle avec les Clippers avait diminué et il signa alors un contrat avec les Phoenix Suns le 2 août. Cela lui fut bénéfique, puisqu'il réalisa une moyenne de 13,8 points par match, tout en sortant du banc, et devint lauréat du trophée du NBA Sixth Man of the Year en 2000. Malheureusement, l'équipe s'inclina en playoffs face au futur champion Los Angeles Lakers. Il quitta l'équipe le 20 février 2002 via un transfert aux Boston Celtics, contre Joe Johnson.
Il ne resta pas longtemps à Boston, les New Jersey Nets le signant en tant qu'agent libre le 14 août 2002 pour combler un manque dans leur effectif au poste d'ailier-fort. Sa première année avec eux, cependant, fut décevante, avec une moyenne de 7 points par match comme joueur de banc. Toutefois, le 24 avril 2003, Rodney inscrit le tir de la victoire contre les Milwaukee Bucks en finale de conférence est, pour permettre aux Nets d'atteindre les Finales NBA pour la deuxième fois consécutive. Finales perdues contre les San Antonio Spurs. Il gagna du temps de jeu la saison suivante, surtout dû à une pléthore de blessures ; mais la qualité de son jeu diminua. Il signa alors avec les New Orleans Hornets le 3 août 2004, mais fut blessé une grande partie de la saison alors qu'il aurait pu devenir titulaire. Le 24 février 2005, il fut transféré aux Philadelphia 76ers avec l'ailier Jamal Mashburn contre Glenn Robinson. Il était utilisé comme ailier remplaçant chez les 76ers.
Mesurant 2,02 m, il jouait tout de même la plupart du temps ailier-fort, alternant sur les deux postes ailiers par période. Rogers était un bon tireur à 3-points, bon rebondeur et capable de créer un avantage en défense lors de certaines oppositions. Sa polyvalence en faisait un véritable casse-tête pour les défenses adverses : à la fois trop rapide pour être défendu par un intérieur classique, son adresse lui permettait de s'écarter, de jouer face au cercle et d'être une véritable arme offensive à la périphérie. Parallèlement, sa masse et son physique d'intérieur lui permettaient d'attaquer le cercle dos au panier lorsqu'il était tenu par des ailiers classiques plus petits et plus légers. Cependant, alors que son jeu offensif était apprécié, sa défense était considérée comme trop permissive.
Rogers est le cousin du linebacker des San Francisco 49ers, Tully Banta-Cain.
Rogers a eu un terrible accident de quad le 28 novembre 2008 alors qu'il circulait sur une piste dans les bois du Comté de Vance en Caroline du Nord aux États-Unis : il a percuté un fossé à vive allure et est violemment passé par-dessus le guidon de son véhicule. Le choc l'a laissé paralysé des membres inférieurs. Les médecins lui donnent 5 % de chance de remarcher un jour.

## Statistiques
| Sixième homme de l'année |

### Saison régulière
| Saison    | Équipe        | Matchs | Titul. | Min./m | % Tir | % 3pts | % LF | Rbds/m. | Pass/m. | Int/m. | Ctr/m. | Pts/m. |
| --------- | ------------- | ------ | ------ | ------ | ----- | ------ | ---- | ------- | ------- | ------ | ------ | ------ |
| 1993-1994 | Denver        | 79     | 14     | 17.8   | .439  | .380   | .672 | 2.9     | 1.3     | 0.8    | 0.6    | 8.1    |
| 1994-1995 | Denver        | 80     | 77     | 26.8   | .488  | .338   | .651 | 4.8     | 2.0     | 1.2    | 0.6    | 12.2   |
| 1995-1996 | L.A. Clippers | 67     | 51     | 29.1   | .477  | .320   | .628 | 4.3     | 2.5     | 1.1    | 0.5    | 11.6   |
| 1996-1997 | L.A. Clippers | 81     | 62     | 30.6   | .462  | .361   | .663 | 5.1     | 2.7     | 1.1    | 0.8    | 13.2   |
| 1997-1998 | L.A. Clippers | 76     | 70     | 32.9   | .456  | .340   | .686 | 5.6     | 2.7     | 1.2    | 0.5    | 15.1   |
| 1998-1999 | L.A. Clippers | 47     | 7      | 20.6   | .441  | .286   | .673 | 3.8     | 1.6     | 1.0    | 0.5    | 7.4    |
| 1999-2000 | Phoenix       | 82     | 7      | 27.9   | .486  | .439   | .639 | 5.5     | 2.1     | 1.1    | 0.6    | 13.8   |
| 2000-2001 | Phoenix       | 82     | 3      | 26.6   | .430  | .296   | .761 | 4.4     | 2.2     | 1.2    | 0.6    | 12.2   |
| 2001-2002 | Phoenix       | 50     | 7      | 25.1   | .466  | .350   | .828 | 4.8     | 1.4     | 1.0    | 0.3    | 12.6   |
| 2001-2002 | Boston        | 27     | 1      | 23.2   | .482  | .411   | .700 | 4.0     | 1.5     | 0.6    | 0.4    | 10.7   |
| 2002-2003 | New Jersey    | 68     | 0      | 19.2   | .402  | .333   | .756 | 3.9     | 1.6     | 0.7    | 0.5    | 7.0    |
| 2003-2004 | New Jersey    | 69     | 15     | 20.4   | .410  | .329   | .765 | 4.4     | 2.0     | 0.9    | 0.4    | 7.8    |
| 2004-2005 | New Orleans   | 30     | 26     | 29.4   | .377  | .272   | .762 | 4.7     | 2.0     | 0.6    | 0.4    | 9.2    |
| 2004-2005 | Philadelphie  | 28     | 7      | 17.3   | .391  | .303   | .714 | 3.7     | 0.9     | 0.8    | 0.3    | 6.0    |
| Carrière  | Carrière      | 866    | 347    | 25.3   | .451  | .347   | .690 | 4.5     | 2.0     | 1.0    | 0.5    | 10.9   |

### Playoffs
| Saison   | Équipe        | Matchs | Titul. | Min./m | % Tir | % 3pts | % LF | Rbds/m. | Pass/m. | Int/m. | Ctr/m. | Pts/m. |
| -------- | ------------- | ------ | ------ | ------ | ----- | ------ | ---- | ------- | ------- | ------ | ------ | ------ |
| 1994     | Denver        | 12     | 0      | 15.8   | .388  | .316   | .630 | 1.8     | 1.3     | 0.6    | 0.5    | 5.1    |
| 1995     | Denver        | 3      | 3      | 25.3   | .545  | .250   | .250 | 4.0     | 1.7     | 1.0    | 1.3    | 8.7    |
| 1997     | L.A. Clippers | 3      | 3      | 28.3   | .414  | .200   | .750 | 2.3     | 2.0     | 1.3    | 1.0    | 10.7   |
| 2000     | Phoenix       | 9      | 0      | 29.2   | .417  | .222   | .742 | 6.8     | 1.6     | 1.1    | 1.1    | 14.1   |
| 2001     | Phoenix       | 4      | 0      | 20.5   | .300  | .200   | .643 | 3.5     | 0.5     | 0.5    | 0.8    | 8.8    |
| 2002     | Boston        | 16     | 0      | 24.6   | .426  | .365   | .886 | 5.5     | 2.1     | 1.0    | 0.4    | 8.9    |
| 2003     | New Jersey    | 20     | 0      | 17.5   | .372  | .405   | .711 | 2.8     | 1.4     | 0.3    | 0.2    | 6.7    |
| 2004     | New Jersey    | 11     | 0      | 20.7   | .319  | .227   | .800 | 5.0     | 1.1     | 0.5    | 0.3    | 6.1    |
| 2005     | Philadelphie  | 4      | 0      | 12.3   | .462  | .375   | .714 | 1.0     | 0.3     | 0.0    | 0.5    | 5.0    |
| Carrière | Carrière      | 82     | 6      | 20.9   | .392  | .310   | .734 | 3.9     | 1.4     | 0.7    | 0.5    | 7.9    |